# Írók világa
Az Írók világa egy 48 kötetes magyar könyvsorozat, amelyet 1969 és 1990 között jelentetett meg az Európa Könyvkiadó. A külföldi írók, elbeszélők, drámaírók és költők életét, műveit és azok keletkezését bemutató kötetek gazdagon illusztráltak fekete-fehér képekkel. A kötetek végén részletes – az alkotó életéről, műveinek hazai és külföldi kiadásairól összeállított – bibliográfia található, valamint a legtöbb kötetben rövid életrajzi adatokat összefoglaló kronológia is olvasható.

## A sorozat kötetei
| - Bajomi Lázár Endre: Anatole France világa, 1973 - Bakcsi György: Dosztojevszkij világa, 1971, 1974 - Bakcsi György: Blok világa, 1978 - Bakcsi György: Gogol világa, 1986 - Balabán Péter: Sinclair Lewis világa, 1983 - Bart István: Walter Scott világa, 1980 - Bécsy Ágnes: Virginia Woolf világa, 1980 - Budai Katalin: Maugham világa, 1986 - Dalos László: Pausztovszkij világa, 1979 - Dániel Anna: Diderot világa, 1988 - Dániel Anna: Schiller világa, 1988 - Dániel Anna: George Sand világa, 1985 - Dér Katalin: Plautus világa, 1989 - Dobossy László: Hašek világa, 1970 - Földényi F. László: Defoe világa, 1977 - Gereben Ágnes: Babel világa, 1990 - Gereben Ágnes: Csehov világa, 1980 - Hajnády Zoltán: Lev Tolsztoj világa, 1987 - Hegedüs Géza: G. B. Shaw világa, 1970 - Sz. Kiss Csaba: Hardy világa, 1976 - Magyar Miklós: Ramuz világa, 1978 - Mesterházi Márton: Sean O'Casey világa, 1983 - Mohay Béla: Katherine Mansfield világa, 1985 - Pelle János: Rousseau világa, 1981 | - Péter Ágnes: Keats világa, 1989 - Pók Lajos: Thomas Mann világa, 1969, 1975 - Pók Lajos: Kafka világa, 1981 - Réz Pál: Apollinaire világa, 1974 - Réz Pál: Voltaire világa, 1981 - Sarbu Aladár: Henry James világa, 1979 - Sarbu Aladár: Joseph Conrad világa, 1974 - Sükösd Mihály: Hemingway világa, 1969, 1977 - Szabó Ede: Rilke világa, 1979 - H. Szász Anna Mária: Aldous Huxley világa, 1984 - Szávai János: Roger Martin du Gard világa, 1977 - Szentmihályi Szabó Péter: W. B. Yeats világa, 1978 - Takács Ferenc: Fielding világa, 1973 - Taxner-Tóth Ernő: Thackeray világa, 1978 - Taxner-Tóth Ernő: Dickens világa, 1972 - Taxner-Tóth Ernő: A Brontë-nővérek világa, 1984 - Török András: Mark Twain világa, 1982 - Török András: Oscar Wilde világa, 1989 - Tótfalusi István: Byron világa, 1975 - Tótfalusi István: Shelley világa, 1971 - Tóth Csaba: Hawthorne világa, 1982 - Cs. Varga István: Jeszenyin világa, 1986 - Zalán Péter: Musil világa, 1981 - Zöldhelyi Zsuzsa: Turgenyev világa, 1978 |

## Külső hivatkozások
- Írók világa sorozat lista a Moly.hu oldalán